# 竹内正浩
竹内 正浩（たけうち まさひろ、1963年 - ）は、紀行エッセイスト。フリーライター。

## 人物・来歴
愛知県生まれ。1985年北海道大学法学部卒業後、JTBに入社。旅行雑誌『旅』などの編集に携わり、各地を取材。2004年退社、地図や近代史研究をライフワークとするフリーライターとなる。

## 著書
- 『黄金世代の旅行術 知らないと損する63のポイント』文春ネスコ 2004
- 『軍事遺産を歩く』ちくま文庫 2006
- 『戦争遺産探訪 日本編』文春新書 2007
- 『地図もウソをつく』文春新書 2008
- 『家系図で読みとく戦国名将物語』講談社、2009
- 『地図だけが知っている日本100年の変貌』小学館101新書 2009
- 『日本の珍地名』文春新書 2009
- 『鉄道と日本軍』ちくま新書 2010
- 『江戸・東京の「謎」を歩く』祥伝社黄金文庫 2011
- 『地図と愉しむ東京歴史散歩 カラー版』中公新書 2011
- 『地図と愉しむ東京歴史散歩　都心の謎篇　カラー版』中公新書 2012
- 『空から見える東京の道と街づくり カラー版』実業之日本社 じっぴコンパクト新書 2013
- 『地図で読み解く日本の戦争』ちくま新書 2013
- 『地図と愉しむ東京歴史散歩 カラー版 地形篇』中公新書 2013
- 『明治・大正・昭和東京時空散歩 古地図と古写真で楽しむ!』洋泉社MOOK 2013
- 『空から見る戦後の東京 60年のおもかげ』実業之日本社 2014
- 『地図で読み解く東京五輪 1940年・1964年・2020年』ベスト新書 ヴィジュアル新書 2014
- 『写真と地図でめぐる軍都・東京』NHK出版新書 2015
- 『地形で読み解く鉄道路線の謎 首都圏編』JTBパブリッシング 2015
- 『地図と愉しむ東京歴史散歩 カラー版 お屋敷のすべて篇』中公新書 2015
- 『地形で謎解き!「東海道本線」の秘密』中央公論新社 2016
- 『水系と3Dイラストでたどる東京地形散歩』宝島社 2016
- 『地図と愉しむ東京歴史散歩 カラー版 地下の秘密篇』中公新書 2016
- 『「家系図」と「お屋敷」で読み解く歴代総理大臣 明治・大正篇』実業之日本社 2017
- 『「家系図」と「お屋敷」で読み解く歴代総理大臣 昭和・平成篇』実業之日本社 2017
- 『カラー版 重ね地図で読み解く大名屋敷の謎』宝島社新書 2017
- 『旅する天皇 平成30年間の旅の記録と秘話』小学館, 2018.10
- 『天皇の旅と寄り道』ベスト新書 2018.2
- 『皇居の歩き方 最後の秘境』小学館, 2019.10
- 『重ね地図で愉しむ江戸東京「高低差」の秘密 カラー版』宝島社新書 2019.3
- 『ふしぎな鉄道路線 「戦争」と「地形」で解きほぐす』NHK出版新書 2019.7
- 『妙な線路大研究 東京篇』(じっぴコンパクト新書 実業之日本社, 2020.12
- 『鉄道歴史散歩 東京・関東編』宝島社新書 2021.6
- 『妙な線路大研究 カラー版 首都圏篇』じっぴコンパクト新書 2021.9
- 『妙な線路大研究 カラー版 東海道・山陽・九州新幹線篇』じっぴコンパクト新書 2022.6
- 『妙な線路大研究 カラー版 東北・北海道・上越・北陸新幹線篇』じっぴコンパクト新書 2022.9
- 『新幹線全史』NHK出版新書　2023.9

## 参考
- 地図と愉しむ東京歴史散歩 都心の謎篇 / 竹内 正浩【著】 - 紀伊國屋書店ウェブストア